# Stadtsilhouette Burgau

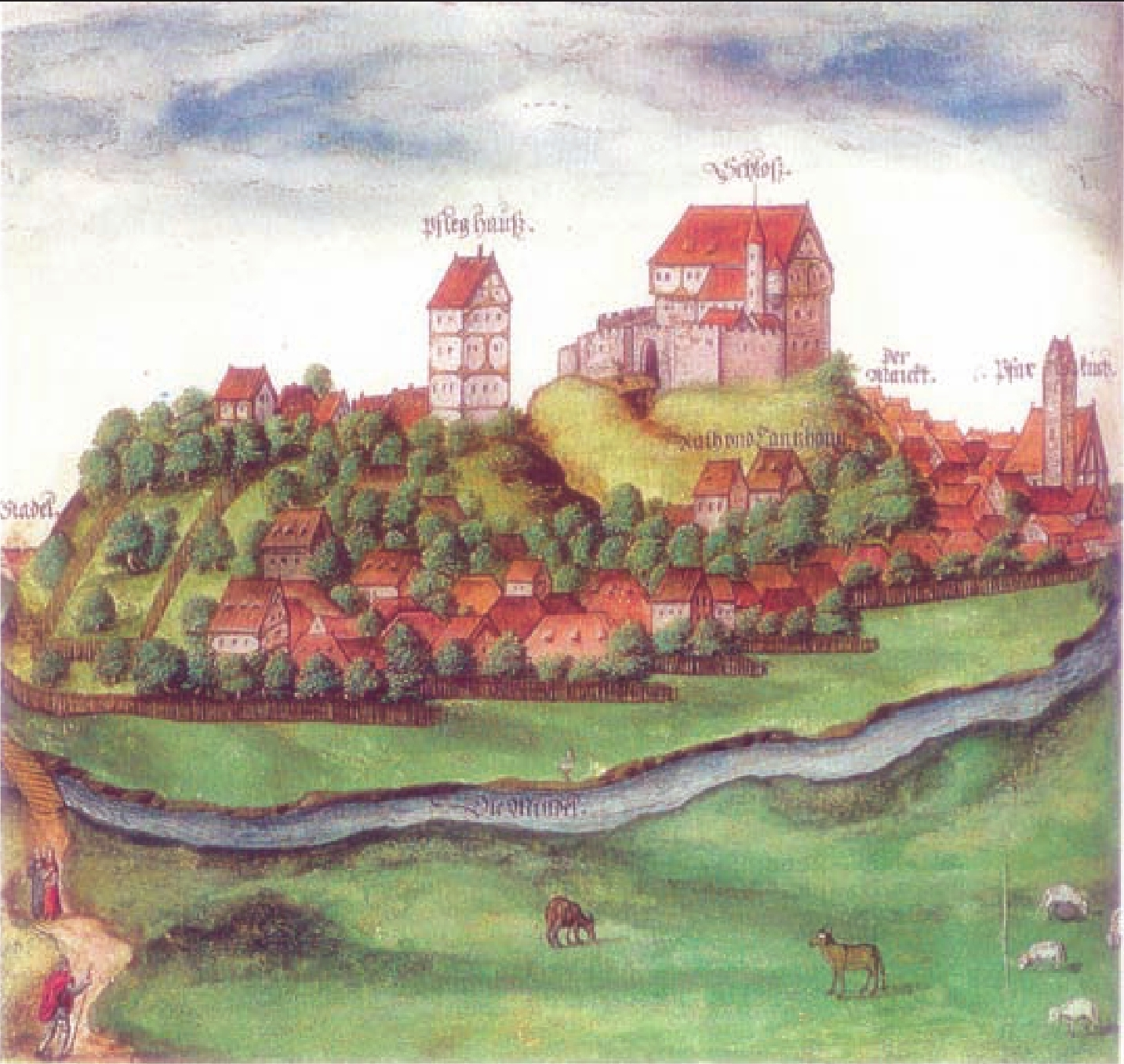
Stadtsilhouette von Burgau

Die Miniatur Stadtsilhouette von Burgau, einer Stadt im schwäbischen Landkreis Günzburg (Bayern), wurde in den 1540er Jahren geschaffen.
Die Stadtsilhouette stammt aus dem sogenannten Fugger’schen Ehrenwerk, das im Auftrag von Jakob Fugger für das Habsburger Herrscherhaus erstellt wurde. Die Zeichnung in Mischtechnik wird dem Augsburger Maler Jörg Breu d. J. zugeschrieben. Das Ehrenwerk wird vom Bayerischen Hauptstaatsarchiv unter dem Sigel Cgm 896 aufbewahrt.
Die Miniatur zeigt die wichtigsten Gebäude Burgaus: Pfleghaus, Schloss und Pfarrkirche. Burgau war bis Mitte des 15. Jahrhunderts Hauptort der Markgrafschaft Burgau mit Sitz der Vögte und Landrichter.